# Bălțățeni
Bălțățeni – wieś w Rumunii, w okręgu Vâlcea, w gminie Tomșani. W 2011 roku liczyła 401 mieszkańców.